# مارتین گرینگر
مارتین گرینگر (انگلیسی: Martin Grainger؛ زادهٔ ۲۳ اوت ۱۹۷۲) بازیکن فوتبال اهل بریتانیا است.
از باشگاه‌هایی که در آن بازی کرده‌است می‌توان به باشگاه فوتبال برنتفورد، باشگاه فوتبال کاونتری سیتی، باشگاه فوتبال بیرمنگام سیتی، و باشگاه فوتبال کولچستر یونایتد اشاره کرد.